# Conférence des Églises sur le Rhin
La Conférence des Églises riveraines du Rhin (CERR) (en allemand : Konferenz der Kirchen am Rhein ; en anglais : Conference of Churches on the Rhine) est une organisation œcuménique protestante  fondée en 1961 qui regroupe les Églises bordant le Rhin et qui fait partie de la Communion d’Églises protestantes en Europe (CEPE) dont elle constitue un groupe régional. 

## Historique
Après la seconde Guerre mondiale, les églises protestantes riveraines du Rhin ont souhaité jouer un rôle constructif dans la nouvelle Europe pacifiée qui prenait forme alors que le Rhin, ligne de démarcation séculaire, allait devenir le symbole de la solidarité et de la réconciliation en Europe. La première réunion de la Conférence des Églises sur le Rhin a eu lieu en 1961, au château du Liebfrauenberg à Goersdorf en Alsace. Il n'était initialement prévu aucune suite à cette réunion. Mais le bilan de cette première rencontre fut si riche que de nouvelles réunions furent organisées. Après la première phase de découverte transfrontalière, trois formes de collaboration furent définies :
- l'organisation de conférences annuelles sur des thèmes d’actualité européens ;
- la mise en œuvre de projets communs transfrontaliers entre églises membres ;
- la mise en place d'un Secrétariat œcuménique auprès des institutions européennes à Strasbourg dès la fin des années 1970[1].

Ce bureau est aujourd'hui devenu le bureau de Strasbourg de la Commission Église et Société de la Conférence des Églises européennes.
Comme toutes les Églises membres de la CER sont également signataires de la Concorde de Leuenberg, il a été procédé à une incorporation institutionnelle de la CER à la CEPE, dont elle forme un groupe régional depuis mai 2008.

## Membership
Les églises suivantes sont membres de la Conférence des Églises riveraines du Rhin:

Allemagne :
- Église protestante du Palatinat
- Église protestante du Pays de Bade
- Église protestante luthérienne en Wurtemberg
- Église protestante en Rhénanie
- Église protestante en Hesse et Nassau

Autriche : 
- Église protestante de la Confession d'Augsbourg en Autriche

France :
- Église protestante de la Confession d'Augsbourg d'Alsace et de Lorraine
- Église protestante réformée d'Alsace et de Lorraine

Liechtenstein : 
- Église protestante du Duché de Liechtenstein

Luxembourg
- Eglise protestante du Luxembourg

Suisse :
- Église réformée d'Argovie
- Église réformée du canton de Bâle-campagne
- Église réformée du canton de Bâle-ville
- Église protestante réformée du Canton de Schaffhouse
- Église protestante réformée du Canton de Saint-Gall